# 米瑪斯峰
米瑪斯峰（英語：Mimas Peak）是南極洲的山峰，位於亞歷山大一世島東南部，處於狄俄涅冰原島峰以西17公里，海拔高度1,000米，在1935年11月23日由美國的探險家發現和拍攝照片，以土衛一命名。

## 外部連結
- BAS news story （页面存档备份，存于）

71°56′S 69°36′W / 71.933°S 69.600°W